# Літак вертикального злету та приземлення

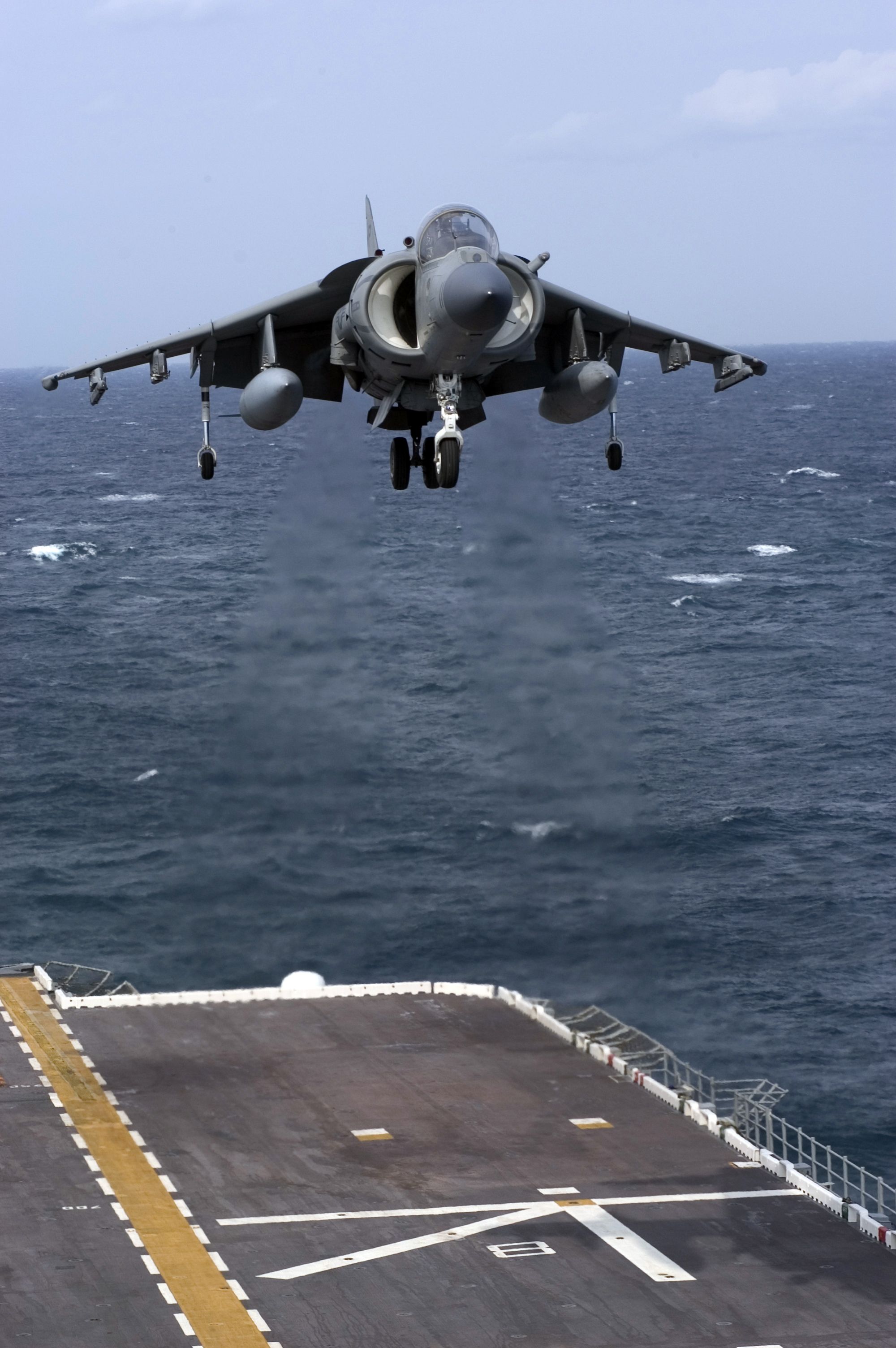
Літак, один з найвідоміших і найвдаліших літаків вертикального зльоту та посадки, що мають фіксоване крило і один двигун

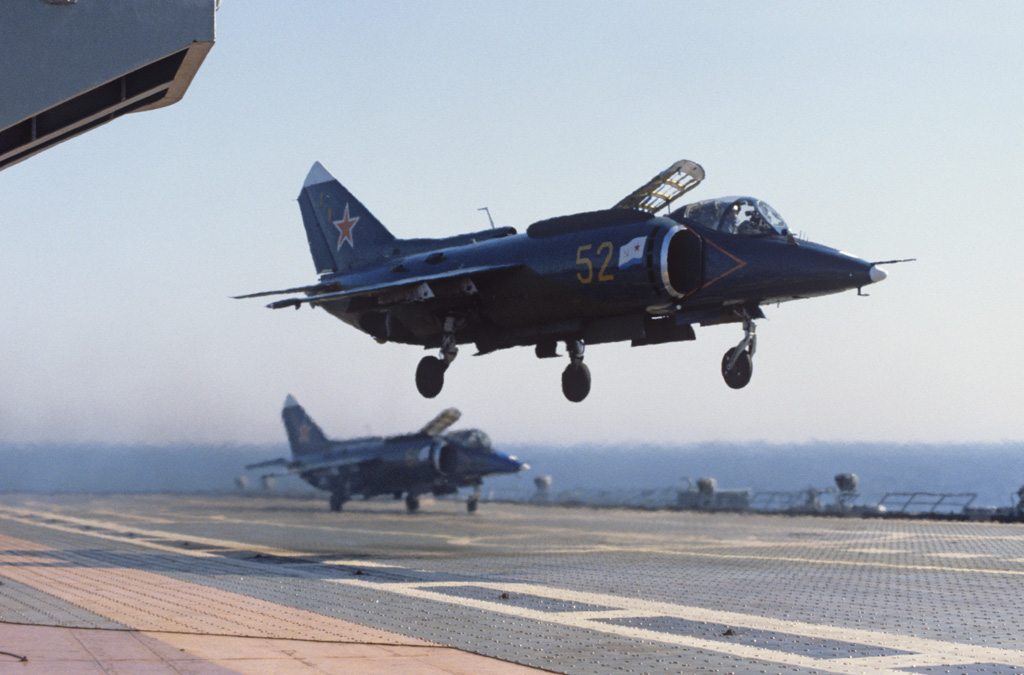
Радянський ЛВЗП Як-38

Літак вертикального злету та приземлення (скорочено ЛВЗП або англ. VTOL — Vertical Take-Off and Landing) це літак, який здатен здійматися і сідати вертикально. Цей тип літаків охоплює як літаки з нерухомим крилом, так і вертольоти й інші літальні апарати з піднімними роторами, як-от циклокоптери і конвертоплани. Деякі ЛВЗП літаки можуть здійснювати політ і в інших режимах, таких як: звичайний режим злету та приземлення, скорочений зліт та приземлення, або скорочений зліт і вертикальне приземлення. Інші, як-от гелікоптери, можуть літати лише в режимі ЛВЗП, через відсутність в літального апарата шасі, яке необхідне для забезпечення горизонтального руху.
Крім усім відомих вертольотів, на сьогодні існує два типи повітряних суден вертикального злету та приземлення у військовій службі: конвертоплани, як-от Bell Boeing V-22 Osprey, і літальні апарати, які використовують спрямовану реактивну тягу (РСК), як-от Harrier.

## Історія створення і розвитку ЛВЗП
Розробка літаків ЛВЗП почалася вперше в 1950-х роках, коли був досягнутий відповідний технічний рівень турбореактивного і турбогвинтового двигунобудування, що викликало повсюдну зацікавленість в літаках цього типу як серед потенційних військових користувачів, так і в конструкторських бюро. Значним імпульсом на користь розвитку ЛВЗП послужило і широке поширення в ЛВЗП різних країн швидкісних реактивних винищувачів з високими злітною і посадковими швидкостями. Такі бойові літаки вимагали довгих злітно-посадкових смуг з твердим покриттям: було очевидно, що в разі масштабних військових дій значна частина цих аеродромів, особливо прифронтових, буде швидко виведена з ладу противником. Таким чином, військові замовники були зацікавлені в літаках, котрі злітають і сідають вертикально на будь-яку поверхню, тобто фактично незалежних від аеродромів. Значною мірою завдяки такій зацікавленості представників армії та флоту провідних світових держав були створені десятки дослідних літаків ЛВЗП різних систем. Більшість конструкції було виготовлено в 1-2 екземплярах, які, як правило, зазнавали аварій вже під час перших випробувань, і подальші дослідження над ними вже не проводилися. Технічна комісія НАТО, що оголосила в червні 1961 року вимоги до винищувача-бомбардувальника вертикального злету та приземлення, дала тим самим імпульс розвитку надзвукових літаків ЛВЗП у західних країнах. Передбачалося, що в 1960-х — 70-х роках країнам НАТО буде потрібно близько 5 тис. таких літаків, з яких перші ввійдуть в експлуатацію вже в 1967 році.

### Програма ЛВЗП в СРСР
Першим радянським літаком вертикального злету та приземлення став Як-36. Розробка його велася в КБ Яковлєва з 1960 року під керівництвом С. Г. Мордовина. В ході випробувань спочатку був побудований і випробуваний літальний стенд «Турболіт», на якому відпрацьовувалися вертикальні режими польоту. Ведучими льотчиками-випробувачами по програмі Як-36 були Ю. А. Гарнаєв і В. Г. Мухін. 24 березня 1966 льотчик Мухін вперше виконав політ з вертикальним злетом, переходом в горизонтальний політ і вертикальною посадкою. У 1967 році під час демонстраційних польотів над підмосковним аеродромом «Домодєдово» були показані три надзвукових літаки вертикального злету та приземлення (ЛВЗП) конструкції А. І. Мікояна, П. О. Сухого і один ЛВЗП конструкції О. С. Яковлєва- Як-36.